# Mons (Charente-Maritime)
Mons – miejscowość i gmina we Francji, w regionie Nowa Akwitania, w departamencie Charente-Maritime.
Według danych na rok 1990 gminę zamieszkiwało 439 osób, a gęstość zaludnienia wynosiła 28 osób/km² (wśród 1467 gmin regionu Poitou-Charentes Mons plasuje się na 597. miejscu pod względem liczby ludności, natomiast pod względem powierzchni na miejscu 553.).